# Jennifer Quinn

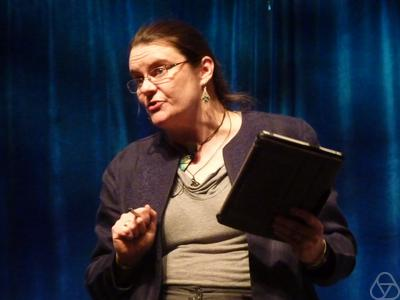
Jennifer Quinn (2012)

Jennifer J. Massey Quinn (* 20. Jahrhundert) ist eine US-amerikanische Mathematikerin und Hochschullehrerin. Sie ist Professorin für Mathematik an der School of Interdisciplinary Arts and Sciences an der University of Washington Tacoma und wurde 2020 zur Präsidentin der Mathematical Association of America (MAA) gewählt. Ihre Forschungsschwerpunkte liegen in den Bereichen Kombinatorik, Graphentheorie und kombinatorische Matrizentheorie.

## Leben und Werk
Quinn studierte Mathematik und Biologie am Williams College, wo sie 1985 einen Bachelor-Abschluss erhielt. An der University of Illinois erwarb sie 1987 in Mathematik den Master of Science. Sie promovierte dann 1993 an der University of Wisconsin-Madison bei Richard A. Brualdi mit der Dissertation: Colorings and Cycle Packings in Graphs and Digraphs.
Sie lehrte und leitete bis 1999 als Assistant Professor die Mathematikabteilung des Occidental College, war dann Associate Professor und wurde 2005 Professorin, bevor sie 2007 an die  University of Washington Tacoma wechselte.
Sie war Exekutivdirektorin der Association for Women in Mathematics, Vizepräsidentin und Präsidentin der Mathematical Association of America (MAA), Mitherausgeberin von MAAs Math Horizons und Vorsitzende des Council on Publications and Communications der MAA.
Quinn ist verheiratet mit Mark Martin, Professor für Biologie am Occidental College.

## Auszeichnungen und Ehrungen (Auswahl)
- 2000: Fellow of Institute of Combinatorics and its Applications
- 2001: Distinguished Teaching Award, Mathematical Association of America[6]
- 2005: Graham L. Sterling Award
- 2007: Haimo Award der MAA
- 2006: Beckenbach Book Award der MAA für ihr gemeinsam mit Arthur Benjamin verfasstes Buch Proofs That Really Count: The Art of Combinatorial Proof[7][8]
- 2022: Fellow of the Association for Women in Mathematics

## Mitgliedschaften
- Mathematical Association of America
- Association for Women in Mathematics
- Fibonacci Association
- Institute of Combinatorics and its Applications